# Edward H. Simpson
Edward Hugh Simpson CB (ngày 10 tháng 12 năm 1922  – 5 tháng 2 năm 2019 ) là một người giải mã đang Anh, thống kê và công chức. Ông được biết đến nhiều nhất khi mô tả nghịch lý của Simpson cùng với Udny Yule.

## Đóng góp cho lĩnh vực thống kê
Edward Hugh Simpson được giới thiệu với tư duy thống kê toán học như là một nhà phân tích mật mã tại Công viên Bletchley (1942–45). Ông đã viết bài báo "Giải thích về sự tương tác trong các bảng dự phòng" trong khi là một sinh viên sau đại học tại Đại học Cambridge năm 1946 với Maurice Bartlett làm gia sư; và công bố nó trên Tạp chí của Hiệp hội Thống kê Hoàng gia năm 1951 theo yêu cầu của Bartlett vì Bartlett muốn đề cập đến nó. Bài báo đã xem xét cái được gọi là hiệu ứng Yule-Simpson hay Nghịch lý của Simpson. Nghịch lý này được sử dụng trong giảng dạy thống kê toán học để minh họa các thống kê chăm sóc cần thực hiện khi diễn giải dữ liệu.Nó đã tìm ra trong một tập năm 2009 của loạt phim giải quyết tội phạm truyền hình Hoa Kỳ Numb3rs 
Tại một thời điểm, một quan sát hữu ích về hành vi tổng hợp trả lương của giáo viên đã được dán nhãn "Sự trôi dạt của Simpson".

## Giáo dục
Anh lớn lên ở Bắc Ireland, và theo học tại Học viện Coleraine, và sau đó anh học tại Đại học Queen, Belfast (BSc, 1st cl. Hons Toán học), tốt nghiệp năm 19 tuổi vào năm 1942. Sau chiến tranh, ông học Thống kê toán học tại Christ's College, Cambridge (Học giả), từ năm 19454747 

## Nghề nghiệp
Vào mùa thu năm 1942, anh được tuyển dụng để làm việc tại Bletchley Park, ban đầu là một người phá mã trong Bộ phận Hải quân Ý. Khi cuộc chiến với Ý kết thúc vào năm 1943, ông được yêu cầu lãnh đạo đội JN-25, đóng góp cho các nỗ lực phá mã của Hải quân Hoa Kỳ hỗ trợ cuộc chiến ở Thái Bình Dương.  Sau khi Thế chiến II kết thúc, Simpson bước vào lớp hành chính công vụ. Ông gia nhập Bộ Giáo dục Vương quốc Anh vào năm 1947 và sau đó cũng làm việc trong Bộ Tài chính, Đơn vị Liên lạc Giáo dục Liên bang, với tư cách là Thư ký riêng của Lord Hailsham với tư cách là Chủ tịch Hội đồng và Lord Privy Seal, và trong Bộ Dịch vụ Dân sự.
Ông là thành viên của Quỹ thịnh vượng chung (Harkness) tại Hoa Kỳ (1956 Tắt57).
Simpson từng là Phó Bí thư, Bộ Giáo dục và Khoa học từ năm 1973 đến 1982. Ông đã nhận được một CB,Companion of the Order of the Bath, năm 1976 ghi nhận những đóng góp của ông cho lĩnh vực giáo dục, và đã nghỉ hưu năm 1982.
Khi nghỉ hưu năm 1982, Simpson tiếp tục tham gia vào giáo dục với tư cách là Chủ tịch Hội đồng Đánh giá Quốc gia về Giải thưởng Chương trình Giáo dục (1983 – 1995), tổ chức học bổng tại Đại học Birmingham và Warwick và giữ chức Chủ tịch Thống đốc Thành phố Dixon Trường cao đẳng công nghệ ở Bradford từ năm 1989 đến năm 1999, liên quan đến việc giám sát việc xây dựng trường đại học từ một khu đất xanh. Ông là Thống đốc của Đại học Giám mục Grosseteste tại Lincoln từ năm 1984 đến 1989 và được trao bằng Tiến sĩ danh dự vào tháng 7 năm 1992.

## Cá nhân
Anh là con trai duy nhất của Hugh và Mary Simpson, ở Brookfield, Ballymena, Co. Antrim. Năm 1947, ông kết hôn với Rebecca Gibson ở Ernevale, Kesh, Co. Fermanagh.Cô cũng đã từng làm việc trong Bộ phận Hải quân Ý tại GCHQ trong Thế chiến II và cả hai đều chuyển sang làm việc trên JN-25. Rebecca tiền nhiệm Edward vào năm 2012. Họ có một con trai và một con gái và bốn đứa cháu.

## Tác phẩm đã xuất bản
Simpson đã xuất bản một bài viết về đo lường sự đa dạng trong tự nhiên vào năm 1949. Sau đó, "Giải thích tương tác trong các bảng dự phòng" đã được xuất bản năm 1951 trên Tạp chí của Hiệp hội Thống kê Hoàng gia. 
Năm 2017, ở tuổi 95, Simpson đã đóng góp hai chương về quy trình phân tích mật mã Banburismus, được phát triển bởi Alan Turing tại Bletchley Park trong Thế chiến II.